# دانيال كوهين-بنديت
دانيال كوهين-بنديت (بالألمانية: Daniel Cohn-Bendit) (و. 1945  م) هو سياسي، وصحفي، ومقدم تلفزيوني، ومدرس، وكاتب من ألمانيا، وفرنسا، ولد في مونتوبان، هو عضوٌ في تحالف '90 / الخضر، شارك في أحداث مايو 1968 في فرنسا.

## مناصب
تولى منصب عضو في البرلمان الأوروبي (14 يوليو 2009–30 يونيو 2014)، وعضو في البرلمان الأوروبي (20 يوليو 2004–13 يوليو 2009)، وعضو في البرلمان الأوروبي (20 يوليو 1999–19 يوليو 2004)، وعضو في البرلمان الأوروبي (19 يوليو 1994–19 يوليو 1999).

## التعليم
تعلم في جامعة غرب باريس نانتير لاديفونس.

## جوائز
حصل على جوائز منها:
- جائزة تيودور هويس  [لغات أخرى]‏ (2013)[10]
- Lysenko Prize  [لغات أخرى]‏ (2002)[11]
- جائزة هانا أرندت  [لغات أخرى]‏ (2001).

## وصلات خارجية
- دانيال كوهين-بنديت على موقع IMDb (الإنجليزية)
- دانيال كوهين-بنديت على موقع مونزينجر (الألمانية)
- دانيال كوهين-بنديت على موقع ألو سيني (الفرنسية)
- دانيال كوهين-بنديت على موقع ميوزك برينز (الإنجليزية)
- دانيال كوهين-بنديت على موقع أول موفي (الإنجليزية)
- دانيال كوهين-بنديت على موقع ديسكوغز (الإنجليزية)
- دانيال كوهين-بنديت على موقع قاعدة بيانات الفيلم (الإنجليزية)
- دانيال كوهين-بنديت على موقع كينوبويسك (الروسية)